# 锡尔瓦尔迪
锡尔瓦尔迪是葡萄牙阿威罗区的一个堂区。总面积6.18平方公里，总人口7540人，人口密度1263人/平方公里。